# Liste der Flughäfen in Sambia
Die Liste der Flughäfen in Sambia zeigt die zivilen Flughäfen des afrikanischen Staates Sambia, geordnet nach Orten.
| Ort           | ICAO-Code | IATA-Code | Name des Flughafens           |
| ------------- | --------- | --------- | ----------------------------- |
| Bwambwa       | FLEA      |           | Flughafen East One            |
| Bwanda        |           |           | Flughafen Bwanda              |
| Chanika       | FLWG      |           | Flughafen West Seven          |
| Chidulka      | FLEE      |           | Flughafen East Five           |
| Chingola      | FLKE      | CGJ       | Flughafen Kasompe             |
| Chinka        | FLWA      |           | Flughafen West One            |
| Chinsali      | FLCS      |           | Flughafen Chinsali            |
| Chipata       | FLCP      | CIP       | Flughafen Chipata             |
| Chisamba      |           |           | Flughafen Chisamba            |
| Chiwala       |           |           | Flughafen Chiwala             |
| Chiwanangala  | FLEF      |           | Flughafen East Six            |
| Chocha        | FLCC      |           | Flughafen Chocha              |
| Choma         | FLCH      |           | Flughafen Choma               |
| Chunga        | FLCU      |           | Flughafen Chunga              |
| Isoka         | FLIK      |           | Flughafen Isoka               |
| Jeki          | FLJK      | JEK       | Flughafen Jeki                |
| Kabompo       | FLPO      |           | Flughafen Kabompo             |
| Kabwe         | FLKW      |           | Flughafen Milliken            |
| Kafue         |           |           | Flughafen Kafue               |
| Kalabo        | FLKL      | KLB       | Flughafen Kalabo              |
| Kalengwa      | FLKG      |           | Flughafen Kalengwa            |
| Kalomo        | FLLO      |           | Flughafen Kalomo              |
| Kamilonga     |           |           | Flughafen Kamilonga           |
| Kamwe         |           |           | Flughafen Kamwe               |
| Kamwe         |           |           | Flughafen Kamwe West          |
| Kanja         | FLKJ      |           | Flughafen Kanja               |
| Kanshela      | FLEG      |           | Flughafen East Seven          |
| Kanyau        | FLKU      |           | Flughafen Kanyau              |
| Kaoma         | FLKO      | KMZ       | Flughafen Kaoma               |
| Kapu          | FLEH      |           | Flughafen East Eight          |
| Karubwe       |           |           | Flughafen Karubwe             |
| Kasaba Bay    | FLKY      | ZKB       | Flughafen Kasaba Bay          |
| Kasama        | FLKS      | KAA       | Flughafen Kasama              |
| Kasempa       | FLPA      |           | Flughafen Kasempa             |
| Kashikishi    |           |           | Flughafen Kashikishi          |
| Katemo        |           |           | Flughafen Katemo              |
| Katete        | FLAT      |           | Flughafen Katete              |
| Kauni         | FLWF      |           | Flughafen West Six            |
| Kawambwa      | FLKB      |           | Flughafen Kawambwa            |
| Kitwe         | FLSO      | KIW       | Flughafen Southdowns          |
| Lusaka        | FLKK      | LUN       | Flughafen Lusaka              |
| Lilayi        |           |           | Flughafen Lilayi              |
| Lipanda       | FLWE      |           | Flughafen West Five           |
| Liteta        |           |           | Flughafen Liteta              |
| Livingstone   | FLHN      | LVI       | Flughafen Livingstone         |
| Luangwa       |           |           | Flughafen Luangwa             |
| Luano         | FLEC      |           | Flughafen East Three          |
| Luanshya      | FLLA      |           | Flughafen Luanshya            |
| Lufupa        |           |           | Flugplatz Lufupa Lodge        |
| Lukulu        | FLLK      | LXU       | Flughafen Lukulu              |
| Lundazi       | FLLD      |           | Flughafen Lundazi             |
| Lusaka        | FLLC      |           | Flughafen Lusaka City         |
| Luwingu       | FLLG      |           | Flughafen Luwingu             |
| Maamba        | FLMB      |           | Flughafen Maamba              |
| Macha         |           |           | Flughafen Macha               |
| Mafuta        | FLRZ      | RYL       | Flugplatz Royal Zambesi Lodge |
| Majuaneti     |           |           | Flughafen Majuaneti           |
| Mansa         | FLMA      | MNS       | Flughafen Mansa               |
| Manyinga      |           |           | Flugplatz Loloma              |
| Mazabuka      | FLMZ      |           | Flughafen Mazabuka            |
| Mbala         | FLBA      | MMQ       | Flughafen Mbala               |
| Metamba       | FLWB      |           | Flughafen West Two            |
| Mfue          | FLMF      | MFU       | Flughafen Mfue                |
| Mofu          | FLEB      |           | Flughafen East Two            |
| Mkushi        | FLMK      |           | Flughafen Mkushi              |
| Mongu         | FLMG      | MNR       | Flughafen Mongu               |
| Monze         | FLMO      |           | Flughafen Monze               |
| Mpelembe      |           |           | Flughafen Mpelembe            |
| Mpika         | FLMP      |           | Flughafen Mpika               |
| Mporokoso     | FLPK      |           | Flughafen Mporokoso           |
| Mufulira      | FLML      |           | Flughafen Mufulira            |
| Mufumbwe      |           |           | Flugplatz Mufumbwe            |
| Mulobezi      | FLMU      |           | Flughafen Mulobezi            |
| Mululowera    | FLED      |           | Flughafen East Four           |
| Mumbwa        |           |           | Flughafen Mumbwa              |
| Mwinilunga    | FLMW      |           | Flughafen Mwinilunga          |
| Nakambala     |           |           | Flughafen Nakambala           |
| Namwala       | FLNL      |           | Flughafen Namwala             |
| Nansolo       | FLKZ      |           | Flughafen Lukuzi              |
| Ndola         | FLND      | NLA       | Flughafen Ndola               |
| Nega Nega     |           |           | Flughafen Nega Nega           |
| Ngoma         | FLNA      | ZGM       | Flughafen Ngoma               |
| Nyimba        | FLNY      |           | Flughafen Nyimba              |
| Nyoka         | FLWC      |           | Flughafen West Three          |
| Petauke       | FLPE      |           | Flughafen Petauke             |
| Rosa          | FLRO      |           | Flughafen Rosa                |
| Rufansa       | FLRU      |           | Flughafen Rufansa             |
| Sakeji        | FLSJ      |           | Flughafen Sakeji              |
| Samfya        | FLYA      |           | Flughafen Samfya              |
| Sandwe        |           |           | Flughafen Sandwe              |
| Senanga       | FLSN      | SXG       | Flughafen Senanga             |
| Serenje       | FLSE      |           | Flughafen Serenje             |
| Sesheke       | FLSS      | SJQ       | Flughafen Sesheke             |
| Shiwa N'gandu | FLSH      |           | Flughafen Shiwa N'gandu       |
| Silver Rest   |           |           | Flughafen Silver Rest         |
| Simonga       |           |           | Flughafen Simonga             |
| Sinazongwe    |           |           | Flughafen Sinazongwe          |
| Solwezi       | FLSW      | SLI       | Flughafen Solwezi             |
| Stakota       |           |           | Flughafen Stakota             |
| Waka Waka     | FLWW      |           | Flughafen Waka Waka           |
| West Four     | FLWD      |           | Flughafen West Four           |
| Zambezi       | FLZB      | BBZ       | Flughafen Zambezi             |